# STS–51–A
Az STS–51–A jelű küldetés az amerikai űrrepülőgép program 14., a Discovery űrrepülőgép 2. repülése.

## Küldetés
A hétnapos repülés célja a szállított műholdak telepítésének, illetve a korábban pályára bocsátott másik kettőnek a visszanyerése, Földre szállítása. Első alkalommal történt, hogy kettő kommunikációs műhold pályairányba állítása után, visszanyertek kettő hasonló műholdat.

## Jellemzői
A beépített kanadai Canadarm (RMS) manipulátor kar 50 méter kinyúlást biztosított (műholdak indítás/elfogása, külső munkák [kutatás, szerelések], hővédőpajzs külső ellenőrzése) a műszaki szolgálat teljesítéséhez.

### Első nap
1984. november 8-án a szilárd hajtóanyagú gyorsítórakéták (SRB) segítségével Floridából, a Cape Canaveral (KSC) Kennedy Űrközpontból, a LC39–A jelű indítóállványról emelkedett a magasba. Az orbitális pályája 90,4 perces, 28,4 fokos hajlásszögű, elliptikus pálya perigeuma 289 kilométer, az apogeuma 297 kilométer volt. Felszálló tömeg indításkor 119 441 kilogramm, leszálló tömeg 94 120 kilogramm. Szállított hasznos teher felszálláskor/leszállásnál 17 375 kilogramm.

### Hasznos teher
1. Mixing of Organic Solutions (DMOS) kísérletsorozat. Az első átfogó szerves és polimer tudományos kísérletek. Az elkészített termékeket (vegyszereket) átadták a 3M vállalatnak.
2. Sugárvédelmi Ellenőrző berendezések (RME),
3. Thermoluminiscent Dózismérő (TLD),
4. 1994-ig az utolsó űrséták voltak az Emberes Manőverező Egység (Manned Maneuvering Unit) (MMU) segítségével. Az űrséták hazai és nemzetközi gyakorlatában vezetőkábeles módszert alkalmaztak.

### Műholdak

#### Telepítés
A műholdakat a beépített kanadai Canadarm (RMS) manipulátor kart 50 méter távolságba kiemelve (elfogta)/(visszavette pályájából) pályairányba állította. A műholdakat indításra kész állapotban állították pozícióba, az űrrepülőgép eltávolodása után (13-15 kilométer) saját hajtóművének segítségével eredményesen álltak szolgálatba.

#### Második nap

##### Anik D2
A Telesat kanadai televíziós társaság 1972-től 2013-ig egy sor geostacionárius pályán mozgó távközlési műholdat indított. Több műhold működése folyamatos. Az Anik rövidítés jelentése kistestvér. A D sorozat tagjai 1982-től és 1984-ig kerültek szolgálatba, leginkább a kábeltelevíziós társaságok igényeit biztosították. Teljes kapacitása 23 040egyidejű telefonkapcsolat és 24 TV-műsor szolgáltatás.
Építette a Hughes Space and Communications Co. Üzemelteti a Telesat (Kanada). Típusmegnevezései : Anik D2; Arabsat1D (Szaúd-Arábiának eladott változat) vagy Telesat 8. Spin- stabilizált (mechanikus) műhold típusú HS-376, henger alakú, átmérője 2,16 méter, hossza 2,82 méter, kinyitott antennákkal 6,57 méter, súlya1238 kilogramm. Az űreszköz felületét napelemek borították, éjszakai (földárnyék) energiaellátását (kémiai) 2 NiCd darab akkumulátorok biztosították. Az orbitális egység pályája115,5 fokos hajlásszögű. Aktív élettartama várhatóan 10 év, 1995. január 31-én befejezte  szolgálatát.
Előző műhold az Anik C2 (1983 - 059B), követő műhold Anik C1 (1985 - 028B) .

#### Harmadik nap

##### Leasat F–1
A Haditengerészeté (US Navy) (a Leasat F–1-et indítása előtt törölték), az első bérelt, nagyméretű katonai kommunikációs műholdat a Leasat F–2-t az STS–41–D emelte a magasba. További négyet rendeltek, ezek közül , a Leasat F–3-at az STS–51–D, a Leasat F–4-et az STS–51–I segítségével állították pályára. A Leasat F–4 kiesése miatt a Leasat F–5-öt az STS–32 emelte és állította pályaindítási magasságba, irányba. Négy egysége összefüggően biztosította a globális kommunikációt. A megrendeléshez tartozott a földi állomások kiépítésének biztosítása. Egy példány tartalékként szerepelt. Geostacionárius pályára állítva legfőképp a űrrepülőgépek kommunikációjának (Föld-űrrepülőgép/űrrepülőgép-Föld) elősegítésére, kismértékben a légi, a tengeri és a szárazföldi erők kommunikációját biztosította. A bérelt műholdak költsége 15 millió dollár volt.
Típusa Syncom IV–1 (Synchronous Communiations) vagy Leasat–1 (Leased Satellite), kódjele: SSC 15384. Várható élettartama korlátlan (!), 7 évre tervezték. Az űreszköz 4,26 méter átmérőjű, 6,17 méter magas, súlya 6850 kilogramm. Az orbitális egység pályája 1380,9 perces, 28,6 fokos hajlásszögű, geostacionárius pálya perigeuma 33 471 kilométer, az apogeuma 35 927 kilométer volt. A műhold spin- stabilizált (mechanikus), pozíciójának érzékelői (Nap és a Föld) segítik pályában tartani. Az űreszköz felületét napelemek borítják, éjszakai (földárnyék) energiaellátását (kémiai) akkumulátorok, három 25 A-HR nikkel-kadmium akkumulátorok biztosították. Két nagy spirális UHF antenna biztosította az adatok fogadását és továbbítását. Tizenkét UHF átjátszó szolgáltatta hasznos kommunikációs képességét.

### Visszanyerés
Az egyik legfőbb feladat volt a nagy értékű Palapa–4 (Palapa–B2) és a Westar–6 műholdak visszanyerése. A műholdak pályáját folyamatosan csökkentették 970 kilométerről 340 kilométerre.

#### Űrséták
(zárójelben a dátum és az időtartam)
- EVA 1: Allen és Gardner (1984. november 12., 6 óra 00 perc)
- EVA 2: Allen és Gardner (1984. november 14., 5 óra 42 perc)

#### Ötödik nap
A Canadarm (RMS) manipulátor karjára szerelt "Stinger" eszközzel megállították a Palapa–4 forgását, megtörtént az elfogás. Egy űrséta (kutatás, szerelés) alkalmával – kézzel történő rásegítéssel – az űrrepülőgép csomagterébe rögzítették az űreszközt.

#### Hatodik nap
A Westar–6 visszanyerése egyszerűbb művelet volt. A Canadarm (RMS) manipulátor karjával könnyel elfogták, majd Allen segítségével a raktérbe rögzítették.

#### Hetedik nap
1984. november 16-án harmadik alkalommal a Kennedy Űrközponton (KSC) kiinduló bázisán szállt le. Összesen 7 napot, 23 órát, 44 percet és 56 másodpercet (7,99 nap) töltött a világűrben. 5 293 786 kilométert (3 289 406 mérföldet) repült, 133 alkalommal kerülte meg a Földet.

## Személyzet
(zárójelben a repülések száma az STS–51–A-ig, azzal együtt)
- Frederick Hauck (2), parancsnok
- David Walker (1), pilóta
- Anna Fisher (1), küldetésfelelős
- Dale Gardner (2), küldetésfelelős
- Joseph Allen (2), küldetésfelelős

### Visszatérő személyzet
- Frederick Hamilton Hauck(2), parancsnok
- David Walker (1), pilóta
- Anna Fisher (1), küldetésfelelős
- Dale Allan Gardner (2), küldetésfelelős
- Joseph Allen (2), küldetésfelelős